# Le Travailleur catalan

Le Travailleur catalan (familièrement, le TC) fut créé en 1936 par la Fédération des Pyrénées-orientales du Parti communiste français (PCF). Cet hebdomadaire n'a jamais cessé de paraître, sauf durant le gouvernement Daladier et le régime de Vichy, période durant laquelle il a été interdit.

## Présentation
Enraciné dans le département des Pyrénées-Orientales, le TC est non seulement engagé dans le combat émancipateur dont se réclament les communistes, mais il est ouvert à toutes les formes de contestation de la société capitaliste.
D'après ses défenseurs, il rend compte des confrontations qui agitent le mouvement social, s'efforce d'en montrer les perspectives et les contradictions. Il fait connaître le travail d'élaboration d'alternatives de transformation sociale dans les Pyrénées-Orientales. Il contribue ainsi à mettre en débat le projet communiste qui se construit en confrontation avec d'autres, en respectant les identités de chacun.
Chaque année début juillet est organisée en plein air la fête du Travailleur Catalan au Bocal du Tech (près d'Argelès-sur-Mer), qui réunit durant 3 jours différents groupes de la scène française.